# تلميسارتان
تلميسارتان هو إحدى الأدوية التابعة لمجموعة ضادات مستقبلات أنجيوتنسين II التي تستخدم في علاج ارتفاع ضغط الدم وفي قصور القلب واعتلال الأعصاب السكري. تنتجه شركة برونجر أنجلهايم الألمانية تحت اسم ميكارديس. ويتوفر بجرعتي 40 و 80 ملغ. وقد يتوفر في تركيبه مع المدرر هايدروكلورثيازايد.